# 加藤祐子
加藤 祐子（かとう ゆうこ、1979年2月17日 - ）は、東京都出身の気象予報士。

## 人物
- 成蹊大学法学部法律学科卒業[1]。趣味は料理[1][2]、旅行[1][2]。
- 気象予報士になる前は、羽田空港のグランドスタッフ（地上職員）として勤務していた[1]。
- 気象予報士としての活動のほか、事務所の同僚である元井美貴とユニット「フラ・ニーニャ」を結成している[3]（現在は活動休止中）。さらに、秘書技能検定2級[1]、ジュニアベジタブル&フルーツマイスターの資格を保持している[1]。
- NHKの気象予報士カレンダーに7年連続（2008年 - 2014年）で登場し続けていた[要出典]ほか、雑誌「とらばーゆ」の表紙を飾ったこともある[要出典]。
- 元フジテレビアナウンサーの高島彩とは同じ大学・学部の同期で、生年月日も1日違い（加藤が1日早い）。毎年いずれかの誕生日に2人だけの誕生パーティーを開くなどの親交もある[要出典]。
- 2012年12月12日に結婚したことを自らのブログで公表した[4]。
- 長らくNHKの報道・情報番組に出演してきたが、降板直後の2014年4月10日、体調不良を理由に自身のブログで休養を発表。このため、同月から予定していたTBSニュースバードへの出演をキャンセルした[5][6]。5月には体調が回復し外出もしている模様[7]。
- 2014年12月10日に第1子長男を出産した[8]。9月8日に妊娠7ヶ月であることを発表していて、体調不良の時期もあり安産に向けて不安があったが、無事に出産した[9]。
- 2017年5月27日に第2子次男を出産した[10]。1月2日に妊娠5ヶ月であることを発表していた[11]。

## 担当番組

### テレビ
NHK総合テレビ
- NHKニュースおはよう日本（2007年4月 - 2011年3月、月曜 - 金曜）
- お天気バラエティー 気象転結 〜冬将軍編〜（2010年12月22日）- ゲスト
- お天気バラエティー 気象転結 〜日本の夏編〜（NHK総合、2011年7月22日）- ゲスト
- 首都圏ネットワーク（2011年4月4日 - 2013年3月29日、月曜 - 金曜）
- お元気ですか日本列島（2011年4月12日 - 2013年3月21日、月曜 - 金曜）
- ニュースウオッチ9（2011年・2012年、井田寛子キャスター休暇時の代理）
- 情報まるごと（2013年4月4日 - 2014年3月20日、月曜 - 金曜）

TBS
- JNN1600（火曜）
- JNNイブニング（火曜）

### ラジオ
TBSラジオ
- 大沢悠里のゆうゆうワイド（月曜・金曜）
- 生島ヒロシのおはよう定食（金曜）
- 生島ヒロシのおはよう一直線（金曜）
- 森本毅郎・スタンバイ!